# Лавреол
Лавреол (лат. Laureolus) — известный римский разбойник, главарь шайки, грабивший одиноких путников на Аппиевой дороге и казненный в первом веке  н. э. во времена Калигулы. Описан в ряде литературных произведений первых веков н. э.
Персонаж пьесы «Лавреол» некоего Катулла, тезки известного поэта, по ходу действия которой главный герой-разбойник, будучи распят, отдается на съедение диким зверям. «Лавреол» был излюбленным представлением римлян.
Император Домициан (81—96), младший сын Тита Флавия Веспасиана, однажды казнил преступника, заставив его на деле сыграть роль Лавреола.
Кроме того, Лавреол послужил персонажем «Эпиграмм» («Книги Зрелищ») поэта Марциала, которого распяли на кресте и напустили на него медведя, а хищные птицы расклёвывали у него внутренности; «с живых растерзанных членов кусками падало мясо»:
Как Прометей, ко скале прикованный некогда скифской,

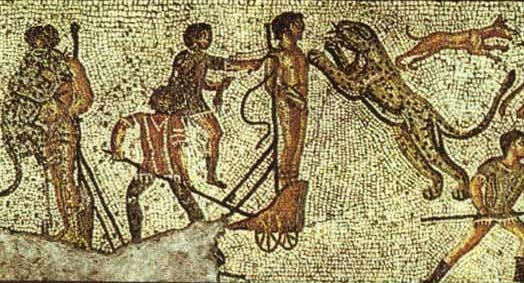
Фрагмент Злитенской мозаики.

Грудью своей без конца алчную птицу кормил,

Так и утробу свою каледонскому отдал медведю,

Не на поддельном кресте голый Лавреол вися.

Жить продолжали ещё его члены, залитые кровью,

Хоть и на теле нигде не было тела уже.

Кару понёс наконец он должную: то ли отцу он,

То ль господину пронзил горло преступно мечом,

То ли, безумец, украл потаённое золото храмов,

То ли к тебе он, о Рим, факел жестокий поднёс.

Этот злодей превзошёл преступления древних сказаний,

И театральный сюжет в казнь обратился его.
Кроме того, упоминается в «Сатирах» (VIII, 187; ок. 117) Децима Юния Ювенала и «Жизни двенадцати цезарей» («Калигула», LVII; ок. 121) Светония Транквилла.